# Lluís Maria de Cardeñas
Lluís Maria de Cardeñas i de Foraster (Tàrrega, 1787 - Barcelona, 3 de novembre de 1850) va ser un hisendat i polític català, alcalde de Reus.
La seva mare, Àngela de Foraster i Coscullana, filla del ciutadà honrat Pere d'Alcàntara de Foraster Montaner, es va casar amb el comerciant Josep Antoni de Cardeñas, tots dos residents a Montblanc, i se'n van anat a viure a Tàrrega, on el marit tenia possessions. Relacionat amb Reus on hi tenien parents, hi va enviar el seu fill, Lluís Maria de Cardeñas, que s'instal·là a la vila, comprà terrenys i horts i es dedicà al comerç. El noi es va casar amb una pubilla reusenca d'una família ennoblida de terratinents i comerciants, Teresa d'Aixemús i de Simó, cosina de Francesc d'Aixemús i emparentada amb els Simó i els Miró, famílies nobles de Reus.
Lluís Maria de Cardeñas va anar a viure a cal Cardenyes, a la plaça del Mercadal de Reus, potser la casa més senyorial i espaiosa de la ciutat, tret del Palau dels Miró, gràcies a la seva dona que en tenia el dret d'herència. Ben relacionat, va ser alcalde de Reus el 1820, a la fi de la Restauració absolutista, prenent possessió de l'alcaldia el primer de febrer d'aquell any. Ocupà el càrrec durant quatre mesos, fins al 9 de juliol, quan degut a l'inici del Trienni liberal i la proclamació de la Constitució de 1812 es van canviar tots els ajuntaments. Retirat de la política, es dedicà als negocis, fins que el gener de 1826, en plena dècada ominosa, va tornar a ser designat alcalde. Tot i la seva ideologia conservadora, l'1 d'abril del 1826 va haver de fer constar en acta a l'ajuntament que ell no havia participat mai a la "Tertúlia Patriótica" que reunia els liberals durant el Trienni al Teatre de les Comèdies, davant d'unes acusacions que li van fer. Cridats a declarar uns empleats de la Tertúlia, van negar que Cardeñas en fos membre, però van denunciar com a soci un regidor, el farmacèutic Pere Joan Nadal. L'historiador reusenc Andreu de Bofarull diu que com a alcalde va haver de reprimir algunes accions tumultuoses dels reusencs, quan, pel mes de juliol de 1826, i un cop abolits els drets de peatge pel rei, els ciutadans, pensant que potser aquests peatges es podrien tornar a instaurar per part de les autoritats, van enderrocar les portes de la ciutat i una part de les muralles. Amb les restes dels enderrocs es va reconstruir el pòrtic i les parets que tancaven el convent de sant Francesc, que s'havien destruït durant el trienni liberal. El 1827 va deixar l'alcaldia i es va dedicar als seus negocis.
Va morir el 3 novembre 1850 amb 63 anys segons la làpida al cementiri del Poblenou de Barcelona.